# Leonid Kožara
Leonid Oleksandrovyč Kožara (ukrajinsky Леонід Олександрович Кожара, * 14. ledna 1963, Poltava) je ukrajinský diplomat a politik. V letech 2012–2014 byl ministrem zahraničních věcí Ukrajiny. Během ukrajinského předsednictví předsedal v roce 2013 Organizaci pro bezpečnost a spolupráci v Evropě. V březnu 2020 byl zatčen pro podezření z vraždy podnikatele Serhije Staryckého. V prosinci 2021 byl propuštěn na kauci ve výši 2,7 milionu ukrajinských hřiven.